# Carolina Kostnerová
 Carolina Kostner  (* 8. února 1987 Bolzano, Itálie) je italská krasobruslařka, mistryně světa pro rok 2012, sedminásobná mistryně Itálie a pětinásobná mistryně Evropy z let 2007, 2008, 2010, 2012 a 2013.
S bruslením začala ve 4 letech pod vedením své matky Patrizie, která také reprezentovala Itálii v krasobruslení. Také Carolinin otec Erwin je sportovně založen, s italským národním hokejovým týmem hrál na Mistrovství světa a ZOH. Carolina má dva bratry, o rok staršího Martina a o tři roky mladšího Simona. Simon kráčí v tátových šlépějích a hraje hokej za místní klub. Známá sjezdařka Isolde Kostner je její sestřenice a kmotra.

## Program
| Rok   | Krátký program                                                            | Volná jízda |
| ----- | ------------------------------------------------------------------------- | --- |
| 02/03 | Variations on the Canon in D / Pachelbe                                   | Papa, Can You Hear Me? / Schindler's List Theme / Far and Away / Itzhak Perlman                                        |
| 03/04 | Song from a Secret Garden /Rolf Lovland                                   | A Poet's Quest for a Distant Paradise / Night Flight / Reflection / Violin Fantasy on Puccini's Turandot / Vanessa Mae |
| 04/05 | Country' soundtrack / George Winston                                      | iano Concerto No. 3, Op. 26 'Andante' / Sergei Prokofiev                                                               |
| 05/06 | Gabriel's Oboe' dalla colonna sonora del film 'Mission' – Ennio Morricone | Inverno' da 'Le Quattro Stagioni' – Antonio Vivaldi                                                                    |
| 06/07 | Variations on the Canon in D by Pachelbel – George Winston                | Soundtrack "Memories of a geisha" – John Williams                                                                      |
| 07/08 | Riders on the Storm – The Doors                                           | Dumsky Trio – Antonín Dvořák                                                                                           |